# Dieter Wendisch
Dieter Wendisch (Gauernitz, 9 maggio 1953) è un ex canottiere tedesco.

## Palmarès

### Olimpiadi
- 2 medaglie:
  - 2 ori (Montréal 1976 nell'otto; Mosca 1980 nel quattro con)

### Mondiali
- 3 medaglie:
  - 3 ori (Nottingham 1975 nell'otto; Amsterdam 1977 nel quattro con; Cambridge 1978 nel quattro con)